# Martina Strutz
Martina Strutz (* 4. November 1981 in Schwerin, DDR) ist eine ehemalige deutsche Leichtathletin, die im Stabhochsprung antrat.

## Berufsweg
Strutz ist Polizistin, die Ende Juni 2013 zur Polizeimeisterin ernannt wurde. Sie ist Mitglied der Sportfördergruppe der mecklenburg-vorpommerschen Polizei. Seit dem 8. Dezember 2019 ist sie B-Trainerin Leistungssport im Fachbereich „Sprung“. Nach einem Jahr Babypause möchte Strutz zur Bereitschaftspolizei Schwerin zurückkehren, hält sich aber ein Engagement in der Leichtathletik offen.

## Sportliche Laufbahn
Strutz gewann 2006 ihren ersten Deutschen Meistertitel bei den Deutschen Hallenmeisterschaften, verpasste aber bei den Hallenweltmeisterschaften in Moskau als Neunte der Qualifikation mit 4,45 m knapp das Finale. Bei den Europameisterschaften 2006 wurde sie mit 4,50 m Fünfte, wobei sie ihre persönliche Bestleistung einstellte. Am 12. Juli 2011 verbesserte sie den deutschen Rekord von Annika Becker beim Leichtathletik-Meeting in Karlsruhe um einen Zentimeter auf 4,78 m. Bei den Deutschen Meisterschaften in Kassel siegte sie mit übersprungenen 4,65 m vor Silke Spiegelburg. Bei den Weltmeisterschaften in Daegu verbesserte sie am 30. August 2011 den deutschen Rekord nochmals auf 4,80 m und gewann damit Silber.
Am 30. Juni 2012 wurde Strutz bei den Europameisterschaften in Helsinki mit 4,60 m im zweiten Versuch Vizeeuropameisterin. Bei den Olympischen Spielen 2012 in London belegte sie den fünften Platz mit einer Höhe von 4,55 m (hinter Silke Spiegelburg, 4,65 m).
2011, 2013 und 2016 wurde Strutz Deutsche Meisterin.
2016 belegte sie bei den Olympischen Spielen in Rio de Janeiro den 9. Platz.
2017 musste Strutz die Freiluftsaison abbrechen, wegen eines Fahrradunfalls, bei dem sie auf die Schulter fiel.
2018 konnte sie in der Hallensaison wieder antreten und belegte bei den Deutschen Hallenmeisterschaften den 7. Platz. Als nach dem Springer-Meeting auf dem Schweriner Marktplatz Anfang Juni die Schmerzen an der linken Achillessehne unerträglich wurden, entschloss sie sich zu einer Operation.
2019 konnte Strutz aufgrund der Achillessehnenoperation bis August keine Wettkämpfe bestreiten und schnupperte erst Anfang September beim 21. Internationalen Stabhochsprungmeeting der Frauen in Beckum wieder Wettkampfluft, da ihr Ziel die Olympischen Spiele in Tokio sind.
Strutz verlor durch ihre lange Verletzungspause ihren Status als Kaderathletin beim Deutschen Leichtathletik-Verband (DLV).
Mitte September 2021 gab Strutz ihr sportliches Karriereende bekannt, eine Entscheidung die zweieinhalb Jahre gereift war und zu der zunehmende Verletzungssorgen, Unstimmigkeiten mit ihrem ehemaligen Verein Schweriner SC sowie erschwerte Trainingsbedingungen durch die COVID-19-Pandemie geführt hatten.

## Vereinszugehörigkeiten
Martina Strutz ist im SV Medizin Schwerin organisiert. Seit 2017 war sie knapp zwei Jahre wieder für den Hagenower SV gestartet, dem sie schon 2011 angehörte. Davor war sie zur Vorbereitung auf die Olympischen Spiele in Rio de Janeiro zwei Jahre beim Schweriner SC. Von 2012 bis 2014 gehörte sie dem SC Neubrandenburg an. Bis 2010 war Strutz viele Jahre in der Sektion Leichtathletik der SG Dynamo Schwerin.
Anfang 2019 wurde ihr langjähriger Trainer und Vertrauensperson Thomas Schuldt – Strutz und Schuldt kennen sich seit ca. Anfang der 1990er Jahre und arbeiten seit 2009 zusammen – vom Verein mit anderen Aufgaben betraut, und so war Strutz in ihrer Genesungsphase und dem Ziel der Teilnahme an den Olympischen Spielen in Tokio auf sich allein gestellt.

## Trivia
Strutz lebt seit dem 30. April 2015 in einer Partnerschaft. Mit ihrem sportlichen Karriereende gab Strutz auch bekannt, dass sie schwanger sei.